# Hans Effenberger (Bühnenautor)
Hans Effenberger, als Bühnenautor auch bekannt unter dem Pseudonym Manfried Rössner, (* 20. Mai 1899 in Wien, Österreich-Ungarn; † 8. September 1956 ebenda) war ein österreichischer Theater- und Stummfilmschauspieler sowie ein Bühnenautor.

## Leben und Wirken
Effenberger erhielt kurz nach Ende des Ersten Weltkriegs seine Schauspielausbildung an der Wiener Akademie für Musik und Darstellende Kunst und trat in er Spielzeit 1919/20 sein erstes Theaterengagement am Stadttheater von St. Pölten an. Es folgten Verpflichtungen an Wiener Bühnen wie dem Theater in der Josefstadt. Bereits ab 1921 trat Effenberger bis zum Ende der Stummfilmzeit auch mit Nebenrollen vor die Kamera, zunächst überwiegend in Inszenierungen Hans Karl Breslauers wie beispielsweise die Bettauer-Verfilmung Die Stadt ohne Juden, wo Effenberger den Alois Carroni spielte. Nebenbei begann Effenberger Theaterstücke zu schreiben, überwiegend Lustspiele, die er zum Teil unter dem Pseudonym Manfried Rößner veröffentlichte.
1930 verließ Effenberger Wien und ging nach Berlin. In der deutschen Hauptstadt übernahm er die Leitung der Komödie Berlin und setzte außerdem seine Autorentätigkeit fort. Zu seinen bekanntesten Erfolgen zählen die Stücke Der Herzog von Westminster, Goldregen, Millionen für Dich und vor allem Karl III. und Anna von Österreich, das 1942 von Helmut Käutner als Wir machen Musik mit großem Erfolg verfilmt wurde. Bei Kriegsende wieder im heimatlichen Wien, kehrte Hans Effenberger im Sommer 1948 nach zwei Jahrzehnten Unterbrechung zum Film zurück: Das von ihm und dem Kollegen Hermann Wallbrück inszenierte Lustspiel Wir haben eben geheiratet floppte jedoch, bei der Kritik wie auch an der Kinokasse.

## Filmografie
Als Schauspieler, wenn nicht anders angegeben:
- 1921: Verklungene Zeiten
- 1922: Das Haus Molitor
- 1922: Oh, du lieber Augustin
- 1923: Lieb’ mich und die Welt ist mein
- 1924: Strandgut
- 1924: Die Stadt ohne Juden
- 1924: Ponte Brolla
- 1928: Glück bei Frauen
- 1929: Der Monte Christo von Prag
- 1949: Wir haben eben geheiratet (Co-Regie und Drehbuch)

## Hörspielbearbeitungen
- 1946: Karl III und Anna von Österreich – Regie: Fritz Schröder-Jahn (NWDR Hamburg)
- 1946: Karl III und Anna von Österreich – Regie: Cläre Schimmel (Radio Stuttgart)
- 1947: Zu zweit ist's halb so schwer – Bearbeitung und Regie: Helmut Brennicke (Radio München)
- 1948: Karl III und Anna von Österreich – Regie: Nicht angegeben (Rot-Weiß-Rot)
- 1951: Karl III und Anna von Österreich – Bearbeitung und Regie: Hans Nüchtern (ORF)
- 1953: Karl III und Anna von Österreich. Eine kleine musikalische Liebesgeschichte – Regie: Heinz-Günter Stamm (BR)

Anmerkung: Die OE1-Hörspieldatenbank nennt bei den österreichischen Produktionen Hans Effenberger als Autor, dagegen verwendet die ARD-Hörspieldatenbank für die deutschen Bearbeitungen mit Manfred Rössner eine leicht abgewandelte Form seines Pseudonyms.